# Domingo José Jerez
Domingo José Jeréz fue un militar argentino que luchó en las guerras civiles argentinas y en la guerra de la Triple Alianza.

## Biografía
Domingo José Jeréz nació en el distrito capital de la provincia de Santiago del Estero, Argentina, en 1843, hijo de José Domingo Jeréz y de María S.Jeréz, ambos santiagueños.
Ya iniciada la Guerra del Paraguay, el 19 de noviembre de 1867 fue dado de alta como teniente 1.º de la 3.º compañía del Batallón N° 1 de Línea.
Asistió a las operaciones de Paso Pacú y en las acciones que condujeron a la rendición de Humaitá (5 de agosto de 1868), siendo ascendido a capitán graduado. Luchó en la batalla de Itá-Ibaté (Lomas Valentinas) entre el 21 y el 27 de diciembre de 1868 y en la batalla de Angostura que le siguió. En 1869 tomó parte del avance hacia el interior del territorio paraguayo.
Concluida la guerra tomó parte de la represión de la rebelión jordanista. Luchó en la batalla de Sauce (26 de mayo de 1870) bajo las órdenes del general Emilio Conesa. Por su comportamiento en la defensa de Paraná (Entre Ríos) fue nombrado capitán efectivo y en 1871 promovido al grado de sargento mayor.
Fue destacado en la frontera de la provincia de Santiago del Estero para ser luego trasladado a Reconquista (Santa Fe), asiento del comando en Jefe de la frontera norte del Chaco a cargo del coronel Manuel Obligado.
Pasó luego a la Inspección General de Armas en la ciudad de Buenos Aires. En 1873 marchó a las órdenes del general José Miguel Arredondo a la nueva campaña contra López Jordán
Siendo jefe de la 2.º línea de la Frontera Norte de la provincia de Santa Fe en ocasión de la revolución de 1874 fue dado de baja por órdenes superiores.
Volvió al ejército con el grado de teniente coronel graduado y en 1879 fue efectivizado en ese grado.
Al iniciarse la revolución de 1880, al igual que los coroneles Rufino Victorica, Martín Guerrico y Santiago Romero y del sargento mayor Francisco Faramiñán, fue nombrado Comisario de la policía militarizada de la ciudad por el gobernador Carlos Tejedor.
Estuvo al mando del Batallón de voluntarios San Martín. A las órdenes del general Martín de Gainza actuó en la defensa de Buenos Aires en las jornadas del 20 y 21 de junio. Derrotado el movimiento, fue dado de baja.
El 21 de julio de 1883 fue reincorporado al ejército pero falleció en la Ciudad de Buenos Aires el 23 de agosto de ese año.
Estaba casado con Justina González, quien recibió una pensión por viudez que en 1902 ascendía a la suma de 51 pesos, suma considerada en extremo baja y que moviera a una presentación ante la Cámara de Diputados de la Nación.